# Stalachtis euterpe
Stalachtis euterpe is een vlindersoort uit de familie van de prachtvlinders (Riodinidae) en de onderfamilie Riodininae.
De wetenschappelijke naam is gepubliceerd in 1758 door Linnaeus in de tiende editie van Systema naturae.